# Clepsis octogona
Clepsis octogona es una especie de polilla del género Clepsis, categorizada en la tribu Archipini, de la subfamilia Tortricinae.

## Distribución
Se distribuye por Uganda.

## Taxonomía
Fue descrita por Bradley en 1965 y publicada en (Metamesia), Ruwenzori Exped. "1952, 2 (12): 90".